# 葉加瀬宇三郎
葉加瀬 宇三郎（はかせ うさぶろう、1875年（明治8年）2月 - 没年不明）は、日本の実業家、資産家。大日本絹網常務。敦賀商工会議所顧問。福井県多額納税者。肥料貿易商。福井県在籍。

## 人物
鐘居宇兵衛の長男、菊濃の兄として滋賀県に生まれ、葉加瀬岩吉の養子となり1908年に家督を相続する。貿易商を営み、敦賀築港倉庫会社取締役を務める。その後敦賀商工会議所顧問に推され、福井県多額納税者に列した。また大日本絹網常務、敦賀興行取締役を歴任した。

## 家族
- 妻・さと（福井、加藤捨吉の三女）
- 養子・了吉（長女・ふさの夫、滋賀、藤居秀太郎の弟）[5]
- 長女・ふさ（養子・了吉の妻）
- 孫・健之祐（養子・了吉の長男）
- 孫・益二（同次男）
- 孫・昇三（同三男）
- 孫・和子（同長女）